# Shin-Kamigotō
Shin-Kamigotō (jap. 新上五島町 Shin-Kamigotō-chō) – miasto w Japonii, w prefekturze Nagasaki. Według danych na rok 2020 miejscowość zamieszkiwało 17 503 mieszkańców , a gęstość zaludnienia wyniosła 81,8 os./km².